# Bougainville (przylądek)
Bougainville (ang. Cape Bougainville) – przylądek w północno-wschodniej części Australii Zachodniej, nad Morzem Timor. Jest najdalej na północ wysuniętym punktem półwyspu Bougainville Peninsula, oddzielającego zatokę Vansittart Bay (na wschodzie) od zatoki Admiralty Gulf (na zachodzie). Obszar wokół przylądka był zamieszkany przez Aborygenów australijskich z plemienia Gambre i pojawiał się w ich lokalnych wierzeniach. W pobliżu przylądka występują złoża boksytu. Przylądek został odkryty i nazwany przez francuską ekspedycję z lat 1801–1803 pod dowództwem Nicolasa Baudina na cześć Louisa Antoine'a de Bougainville'a.